# Freibergite
La freibergite è un minerale.